# Ahudemmeh
Ahudemmeh (syrisch ܐܚܘܗܕܐܡܗ oder ܐܚܘܕܐܡܗ; arabisch احودامه; * 6. Jahrhundert; † im August 575) war von 559 bis zu seiner Hinrichtung Maphrian (Metropolit) von Tikrit der syrisch-orthodoxen Kirche.
Er missionierte bei den Arabern. Nachdem er einen Sohn des Sasanidenkönigs Chosrau I. getauft hatte, wurde er von diesem Herrscher verfolgt und erlitt im Jahr 575 den Märtyrertod. Er wird von den irakischen Christen als Märtyrer verehrt, sein Leben und Wirken wurde in einer Hagiographie beschrieben. Nach Ahudemmeh sind mehrere Kirchen und Klöster der Syrisch-Orthodoxen Kirche von Antiochien benannt, darunter die 2014 vom IS zerstörte Mar-Ahudemmeh-Kirche in Tikrit und die Mar-Ahudeni-Kirche in Mossul.